# Nansenia oblita
Nansenia oblita är en fiskart som först beskrevs av Facciolà, 1887.  Nansenia oblita ingår i släktet Nansenia och familjen Microstomatidae. Inga underarter finns listade i Catalogue of Life.